# Überseequartier (metropolitana di Amburgo)
La stazione di Überseequartier è una stazione della metropolitana di Amburgo, servita dalla linea U4.